# Пеломедузові черепахи
Пеломедузові черепахи (Pelomedusidae) — родина черепах підряду Бокошийні черепахи. Має 3 роди (1 є вимерлим) та 19 видів.

## Опис
Загальна довжина представників цієї родини коливається від 12 до 40, інколи 80 см. У них досить коротка шия, яка при небезпеці трохи втягується назад, а потім загинається убік. За допомогою поєднання цих рухів пеломедузові здатні повністю втягнути під панцир голову й шию. Відмінними ознаками цих черепах служать особливості у будові пластрона й карапакса. Пластрон завжди складається з 11-ти щитків, а у карапакса відсутня шийна пластинка.

## Спосіб життя
Полюбляють річки та озера. Проводять більшу частину свого часу у мулі на дні річок і дрібних озер. Це досить полохливі тварини. Багато видів проводити літо у сплячці у спекотний сезон, ховаючись у багнюці. Харчуються здебільшого тваринною їжею, хоча деякі види поїдають також водну рослинність.

## Розповсюдження
Мешкають в Африці південніші пустелі Сахари, на Сейшельських островах, Мадагаскарі.

## Роди
- Pelomedusa
- Pelusios
- †Platycheloides